# Gabriel Andrew Dirac
Gabriel Andrew Dirac (ur. 13 marca 1925 w Budapeszcie, zm. 20 lipca 1984 w Arlesheim) – matematyk spokrewniony z innymi znanymi naukowcami: był pasierbem Paula Diraca i siostrzeńcem Eugene'a Wignera. W pracy naukowej zajmował się głównie teorią grafów, pracował na uniwersytecie w Aarhus w Danii.